# Частная женская гимназия А. Д. Дувакиной
Частная женская гимназия А. Д. Дувакиной — объект культурного наследия регионального значения. Учебное заведение располагалось в здании по улице Атаманской, 42 в городе Новочеркасске Ростовской области. В некоторых источниках значится как здание детского Алексеевского приюта для девочек.

## История
Дата открытия частной гимназии в зависимости от источника варьируется от 1880 года до 1889 года. Гимназия стала открытым учебным заведением, в котором могли обучаться дети среднего класса и других сословий. В 1921 году гимназия стала второй общедоступной объединенной советской школой первой и второй ступени. Спустя время здесь уже размещался промышленно-экономический, элеваторный и ветеринарный техникум. В XXI веке в здании, где когда-то располагалась гимназия, сейчас принимает учащихся Ростовский институт переподготовки кадров и агробизнеса Министерства сельского хозяйства и продовольствия Российской Федерации. С 1992 года дом числится памятником архитектуры и объектом культурного значения.

## Описание
Строительство двухэтажного здания было завершено немного ранее, чем состоялось официальное открытие учебного заведения. Дом был построен в стиле ампир. Об этом свидетельствует симметричное размещение окон, деление стен при помощи плоских пилястр. Парадный вход при проведении строительства был смещен от центральной оси. Раньше на месте выносного крыльца размещался навесной зонт. Фасад дома отличался строгим декором и рациональностью размещения элементов. Верхний этаж дома украшает намного большее количество декоративных элементов, чем нижний этаж.